# Carpenedolo
Carpenedolo är en ort och kommun i provinsen Brescia i regionen Lombardiet i Italien. Kommunen hade 13 096 invånare (2018).